# Helen Hunt Jackson
Helen Maria Hunt Jackson (18 de outubro de 1830, Amherst—12 de agosto de 1885, San Francisco) foi uma escritora estadunidense mais conhecida por seu livro Ramona, um romance sobre os maus-tratos infligidos aos nativos estadunidenses na Califórnia Meridional.

## História
Nasceu Helen Maria Fiske em Amherst, filha de Nathan Welby Fiske e Deborah Waterman Vinal. Teve dois irmãos, ambos os quais morreram pouco tempo depois do nascimento e uma irmã chamada Anne. Seu pai era pregador, escritor e professor de latim, grego e filosofia no Amherst College.
A mãe de Helen morreu em 1844 e o pai três anos depois, em 1847, deixando-a aos cuidados de uma tia. Antes da morte do pai, todavia, ela já havia demonstrado ter tido uma boa educação. Freqüentou o Ipswich Female Seminary e o the Abbott Institute, um internato dirigido pelo reverendo J.S.C. Abbott em Nova York. Ela foi colega de classe da poetisa Emily Dickinson, também oriunda de Amherst. As duas mantiveram correspondência durante suas vidas inteiras, mas poucas cartas sobreviveram.
Em 1852, Helen Fiske casou-se com o capitão do Exército dos Estados Unidos Edward Bissell Hunt, o qual faleceu num acidente militar em 1863. O filho de ambos, Murray Hunt morreu de uma moléstia no cérebro em 1854; o ouro filho, Rennie Hunt, morreu de difteria em 1865. Foi depois destas mortes que ela começou a escrever.
Helen viajou muito. No inverno de 1873-1874 ela estava em Colorado Springs, Colorado, em tratamento contra a tuberculose. Lá ela conheceu William Sharpless Jackson, um rico banqueiro e executivo de ferrovia. Casaram-se em 1875. Ela morreu de câncer dez anos depois.
Os eruditos costumam chamá-la pelo nome completo, Helen Hunt Jackson, mas ela nunca o usou desta forma. Ou assinava Helen Hunt ou Helen Jackson.

## Obras online
- «Bits of Travel at Home» (em inglês) (1878)
- Obras de Helen Hunt Jackson (em inglês) no Projeto Gutenberg
  - «Bits about Home Matters» (em inglês) (1873)
  - «Saxe Holm's Stories» (em inglês) (1874)
  - «Mercy Philbrick's Choice» (em inglês) (1876)
  - «Ramona» (em inglês) (1884)
  - «Between Whiles» (em inglês) (1888)
  - «A Calendar of Sonnets» (em inglês) (1891)
  - «Ryan Thomas» (em inglês) (1892)